# Jour sombre de la Nouvelle-Angleterre
Le Jour sombre de la Nouvelle-Angleterre fait référence à un événement qui a eu lieu le 19 mai 1780, lorsqu'un obscurcissement du ciel en plein jour fut observé en Nouvelle-Angleterre et quelques régions du Canada. La cause principale de l'événement semble avoir été une combinaison de la fumée d'un feu de forêt, d'un brouillard épais et de la couverture nuageuse
. L'obscurité fut si complète qu'on dut garder les bougies allumées à partir de midi. Le phénomène ne se dispersa qu'au milieu de la nuit suivante,.

## Zone affectée
Selon le Professeur Samuel Williams, de l'université de Harvard, l'obscurité fut notée au moins aussi loin au nord que Portland, dans le Maine et s'étendait au sud jusqu'au New Jersey. L'obscurité ne fut pas observée en Pennsylvanie.

## Déroulement
Les premiers rapports du phénomène sont venus de Rupert, New York, où le soleil s'est obscurci dès l'aube. Le professeur Williams observa à partir de Cambridge, dans le Massachusetts : « Cette extraordinaire obscurité a commencé entre 10 et 11 heures, et a continué jusqu'au milieu de la nuit suivante ». Le révérend Ebenezer Parkham, de Westborough dans le Massachusetts, nota que le pic de l'obscurité se produisit à midi, mais n'enregistra pas le temps de début.

## Cause
La cause la plus probable de l'obscurité est la fumée de vastes incendies de forêt. Quand un incendie ne tue pas un arbre, il laisse des cicatrices dans les anneaux de croissance. Cela permet de trouver la date d'un incendie historique. Les chercheurs qui examinèrent les cicatrices dans ces anneaux en Ontario, au Canada, purent attribuer ce phénomène à un important incendie dans ce qui est aujourd'hui le Parc provincial Algonquin.

## Interprétations religieuses
Parce que les communications étaient primitives, la plupart des gens trouvèrent l'obscurité incompréhensible et inexplicable. Certains donnèrent une interprétation religieuse à l'événement. Dans le Connecticut, un membre du conseil des gouverneurs, Abraham Davenport, devint célèbre pour sa réponse aux craintes de ses collègues, disant : « Je suis contre l'ajournement. Soit c’est le Jour du jugement, soit ce ne l'est pas. Si ce ne l'est pas, il n'y a pas de raison pour un ajournement ; si ce l'est, je choisis d'être trouvé faisant mon devoir. Je souhaite donc que nous utilisions des bougies ». Le courage de Davenport fut immortalisé dans le poème "Abraham Davenport" par John Greenleaf Whittier.
Aujourd'hui, certains chrétiens, surtout parmi les adventistes du septième jour, citent des extraits de la Bible, notamment Mt 24,29 « le Soleil sera obscurci, la Lune ne donnera pas sa lumière, les étoiles tomberont du ciel... », pour dire que l'événement est un signe du retour de Jésus. Les interprétations de l'événement citée par l'Ellen G. White, parlent du Jour Sombre comme exemple de la réalisation de la Bible et des prophéties de la fin des temps, (voir aussi Ap 6,12–13 « et il y eut un grand tremblement de terre. Le Soleil est devenu comme un sac fait de cheveux, et la Lune est devenu comme du sang. Les étoiles du ciel sont tombées sur la terre, comme un figuier tombe ses figues vertes quand il est secoué par un grand vent. »).
Un des principaux adventistes du septième jour, Arthur S. Maxwell, fait mention de cet événement dans son Histoire de La Bible de la série (vol. 10). Certains adventistes plus progressifs n'interprètent pas cet événement comme un signe du retour de Jésus, mais les traditionnels considèrent que, comme dit Ellen White, cette date est l'une des réalisations de la prophétie biblique.